# Stanislav Bras
Stanislav Bras, slovenski klinični psiholog, * 16. julij 1939, Ljubljana, † 30. marec 1976, Ljubljana.
Po diplomi 1967 iz psihologije na ljubljanski Filozofski fakulteti se je 1972 specializiral iz klinične psihologije na Medicinski fakulteti v Ljubljani. V letih 1968−1976 je bil zaposlen v Psihiatrični bolnišnici Ljubljana – Polje. Ukvarjal se je s psihodiagnostiko in psihoterapijo. Objavil je več knjig, v knjigi Izbrana poglavja iz psihoterapije je opisal psihoanalitične postopke v klinični praksi.